# 瑶海公园站
瑶海公园站位于中华人民共和国安徽省合肥市瑶海区北二环路与新蚌埠路交叉口，是合肥轨道交通1号线的地铁车站2023年7月1日开通使用。

## 车站结构
瑶海公园站位于北二环与新蚌埠路交叉口东侧，沿北二环路东西向布置，车站为地下两层单柱双跨岛式车站，站台宽度12m，共设4个出入口。

### 车站楼层
| B1 | 站厅                             | 出入口、票务服务、自动售票机、人工服务台 |  |
| B2 |                                  | █ 1号线列车往九联圩方向 （合肥火车站）   |  |
| B2 | 岛式站台                         |                                          |  |
| B2 | █ 1号线列车往张洼方向 （兴华苑） |                                          |  |